# Góra Srebrna (Wysoczyzna Elbląska)
Góra Srebrna lub Srebrna Góra (niem. Butterberg) – nieoficjalna nazwa wzniesienia o wysokości 198,49 m n.p.m. znajdującego się na Wysoczyźnie Elbląskiej, w woj. warmińsko-mazurskim, w powiecie elbląskim, na obszarze gminy Milejewo.
Sąsiaduje z Czubatką. Jest najwyższym wzniesieniem tak Wysoczyzny Elbląskiej, jak również Pobrzeży Południowobałtyckich terenu Polski.